# Hermenches
Hermenches – miejscowość i gmina (commune) w zachodniej Szwajcarii, w kantonie Vaud, w okręgu (district) Broye-Vully. Leży nad rzeką Bressonne. 

## Demografia
W Hermenches mieszka 368 osób. W 2021 roku 13,3% populacji gminy stanowiły osoby urodzone poza Szwajcarią. 